# وفاء علوش
وفاء علوش روائية سورية. ولدت في حمص ونشأت بها. درست القانون في جامعة دمشق ثم تابعت تعليمها في المعهد الوطني للإدارة العامة. هاجرت إلى مصر بعد الحرب الأهلية السورية وسكنت القاهرة في 2017. روايتها الأولى هي «كومة قشّ» التي فازت بجائزة كتارا للرواية العربية سنة 2019.

## سيرتها
ولدت وفاء علوش في مدينة حمص ونشأت فيها في عائلة كبيرة محبة للأدب. درست القانون في جامعة دمشق وتابعت دراساتها العليا في مجال الإدارة في المعهد الوطني للإدارة العامة في دمشق. وبعد الحرب الأهلية السورية انتقلت بين أكثر من مكان إلى أن خرجت من وطنها في عام 2017 واستقرت في القاهرة. وفي مصر عملت مدربة دراما مع فريق يعمل مع المنظمات الدولية ضمن برنامج لتحسين بيئة اندماج الأطفال اللاجئين في مصر تعليميًا، وعملت محررة أخبار في مواقع إخبارية.

## مهنتها الأدبية

### بداياتها
في مقابلة بتاريخ 21 نوفمبر 2019 صرحت بأنها تكتب « لأستمر بالحياة، أكتب كي أصنع لنفسي أملاً على الأقل، وربما من أجل تحقيق شغف ذاتي شخصي متعلق بتحقيق الذات، وفي الأساس نكتب ونعمل ونجتهد بهدف تغيير الواقع المؤلم الذي نحياه وللقفز فوق الانكسارات والهزائم التي منينا بها في العالم الثالث على حد تعبيرك، مهمة الأدب مخاطبة القارئ بشكل مباشر أو غير مباشر ورمي حصى في المياه الراكدة، قد لا تغير الكتابة شيئاً في العالم على المدى القريب لكنها ستفعل ذلك يوماً ما.».

كتبت العديد من المقالات والقصة القصيرة في بداية مهنتها الأدبية ونشرتها في المواقع الإلكترونية، كما كتبت في مجال تمكين المرأة والعمل على المساواة الجندرية بين الجنسين، وهي تدعم حقوق المرأة. ثم كتبت روايتها الأولى «كومة قشّ» التي أهدتتها إلى مدينتها حمص، وفازت بجائزة كتارا للرواية العربية سنة 2019. وهي حكاية «مريم» مع الحرب الأهلية السورية ومعاناتها في بلدها، وركزت فيها بشكل غير مباشر على الأمومة. وصفت بأنها «سلطت الضوء على وضع المعتقلات في سجون النظام السوري، والأزمات والتحولات النفسية التي تجتازها النساء السوريات وحجم الأذى النفسي والجسدي وحتى الاجتماعي الذي عانين منه، وتشير إلى التحولات الاجتماعية الحاصلة في المجتمع السوري في مرحلة ما بعد ثورة 15 آذار.».

## جوائزها
- 2019: فازت روايتها «كومة قشّ» بجائزة كتارا للرواية العربية في دورتها الخامسة عن فئة الروايات غير المنشورة.[4]

## وصلات خارجية
لم يتم العثور على روابط لمواقع التواصل الاجتماعي.